# Владыслав (Малопольское воеводство)
Влады́слав (пол. Władysław) — село в Польше в сельской гмине Ивановице Краковского повета Малопольского воеводства.

## География
Село располагается в 5 км от административного центра гмины села Ивановице-Влосцяньске и в 23 км от административного центра воеводства города Краков.
В 1975—1998 годах село входило в состав Краковского воеводства.

## Население
По состоянию на 2013 год в селе проживало 147 человек.
| 2010 | 2013 |
| ---- | ---- |
| 146  | 147  |

| Перепись  | Всего   | Всего | Женщины | Женщины | Мужчины | Мужчины |
| --------- | ------- | ----- | ------- | ------- | ------- | ------- |
| Единицы   | человек | %     | человек | %       | человек | %       |
| Население | 147     | 100   | 75      |         | 72      |         |